# 한국지역대학연합
한국지역대학연합(韓國地域大學聯合, 영어: The Regional University Consortium of Korea)은 대한민국의 사립 대학의 대학연합체의 하나이다. 
대학교육의 국제화와 개방화에 대비하여 중남부지역 사립 대학간의 상호 호혜적인 협력을 바탕으로 각 대학의 지리적 위치로 인한 인적, 물적 자원의 한계성을 극복하고 교육의 질 향상과 대학운영의 효율성을 모색코자 설립되었다. 영문 약칭으로 RUCK가 사용되고 있다.

## 연혁
- 1995년 2월 14일 : 경남대학교, 계명대학교, 울산대학교, 전주대학교, 한남대학교, 호남대학교 총장들이 울산대학교에서 가칭 중남부대학연합을 결성[2][3]
- 1995년 10월 12일 : 관동대학교와 아주대학교가 회원대학으로 가입[3]
- 1995년 11월 30일 : 명칭을 한국지역대학연합으로 변경[3]

## 소속 대학
다음은 한국지역대학연합에 참여하는 학교 목록이다.
| 교명             | 약어  | 설립                  | 위치 | 학부   | 대학원 | 교원  | 표어                               | 비고  |
| ---------------- | ----- | --------------------- | ---- | ------ | ------ | ----- | ---------------------------------- | ----- |
| 가톨릭관동대학교 | CKU   | 1955 관동대의숙       | 강릉 | 5,939  | 480    | 762   | 진실 라틴어: Verum                 | [ 4 ] |
| 경남대학교       | KU    | 1946 국민대학관       | 창원 | 9,551  | 1,107  | 980   | 현재보다 미래를 만들어가는 대학    | [ 4 ] |
| 계명대학교       | KMU   | 1954 계명기독학관     | 대구 | 20,773 | 1,955  | 1,917 | 진리와 정의와 사랑의 나라를 위하여 | [ 5 ] |
| 아주대학교       | AJOU  | 1973 아주대학         | 수원 | 9,548  | 3,809  | 1,534 | 인간존중, 실사구시, 세계일가       | [ 6 ] |
| 울산대학교       | UOU   | 1969 울산공과대학     | 울산 | 11,272 | 1,794  | 2,347 | 어디에 있어도 희망이 되는 이름     | [ 4 ] |
| 전주대학교       | JJU   | 1964 전주영생대학     | 전주 | 9,667  | 766    | 624   | 수퍼스타를 키우는 곳               | [ 4 ] |
| 한남대학교       | HNU   | 1956 대전기독학관     | 대전 | 11,388 | 1,823  | 925   | 인성중심, 창의인재                 | [ 4 ] |
| 호남대학교       | HONAM | 1978 성인경상전문대학 | 광주 | 6,610  | 896    | 372   | 자주, 자성, 봉사                   | [ 4 ] |

## 특징

### 의학교육기관
다음은 한국지역대학연합 소속교 산하의 의학교육기관을 열거한다. 의과대학 4개 기관, 약학대학 2개 기관이 산하에 있다.
| 기관     | 학교             | 설립 | 위치        | 비고 |
| -------- | ---------------- | ---- | ----------- | ---- |
| 의과대학 | 가톨릭관동대학교 | 1995 | 강원 강릉시 |      |
| 의과대학 | 계명대학교       | 1979 | 대구 달서구 |      |
| 약학대학 | 계명대학교       | 2011 | 대구 달서구 |      |
| 의과대학 | 아주대학교       | 1988 | 경기 수원시 |      |
| 약학대학 | 아주대학교       | 2011 | 경기 수원시 |      |
| 의과대학 | 울산대학교       | 1987 | 울산 남구   |      |

### 법학전문대학원
다음은 한국지역대학연합 소속교가 설치하고 있는 법학전문대학원 일람이다. 현재 1개 대학원이 있다.
| 기관           | 학교       | 설립 | 위치        | 비고 |
| -------------- | ---------- | ---- | ----------- | ---- |
| 법학전문대학원 | 아주대학교 | 2009 | 경기 수원시 |      |

## 갤러리

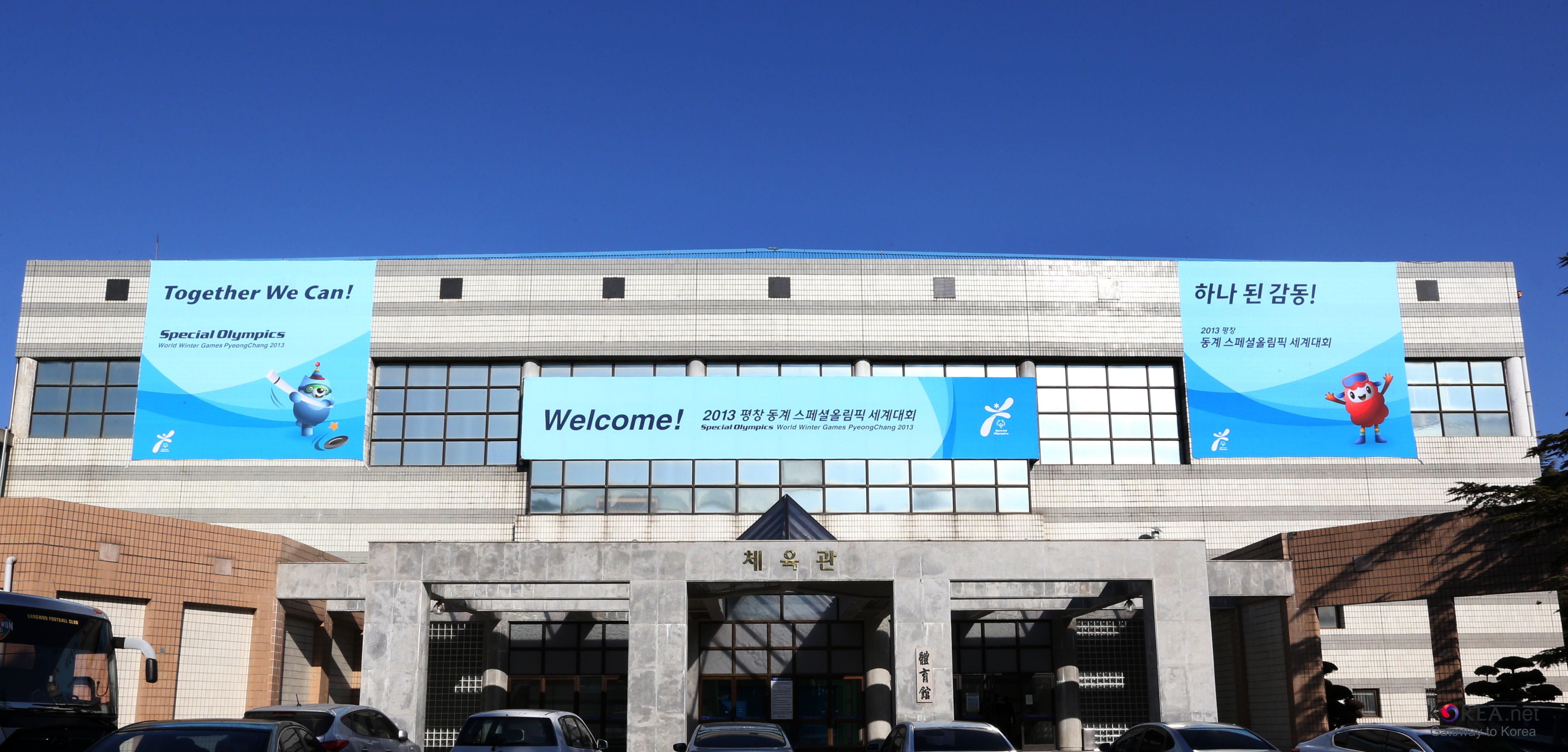
가톨릭관동대학교 (세바스티아노스포츠센터)
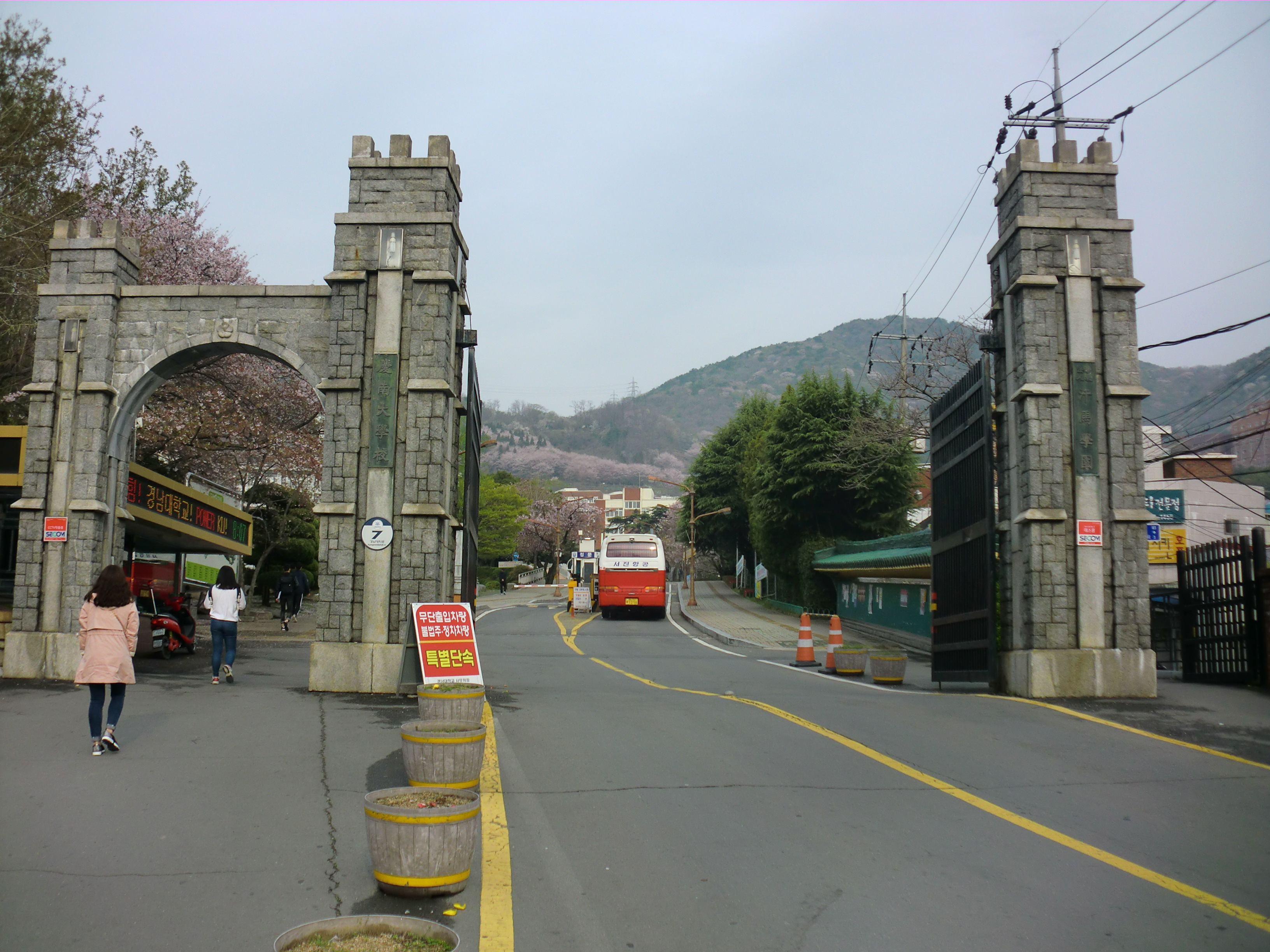
경남대학교 (정문)
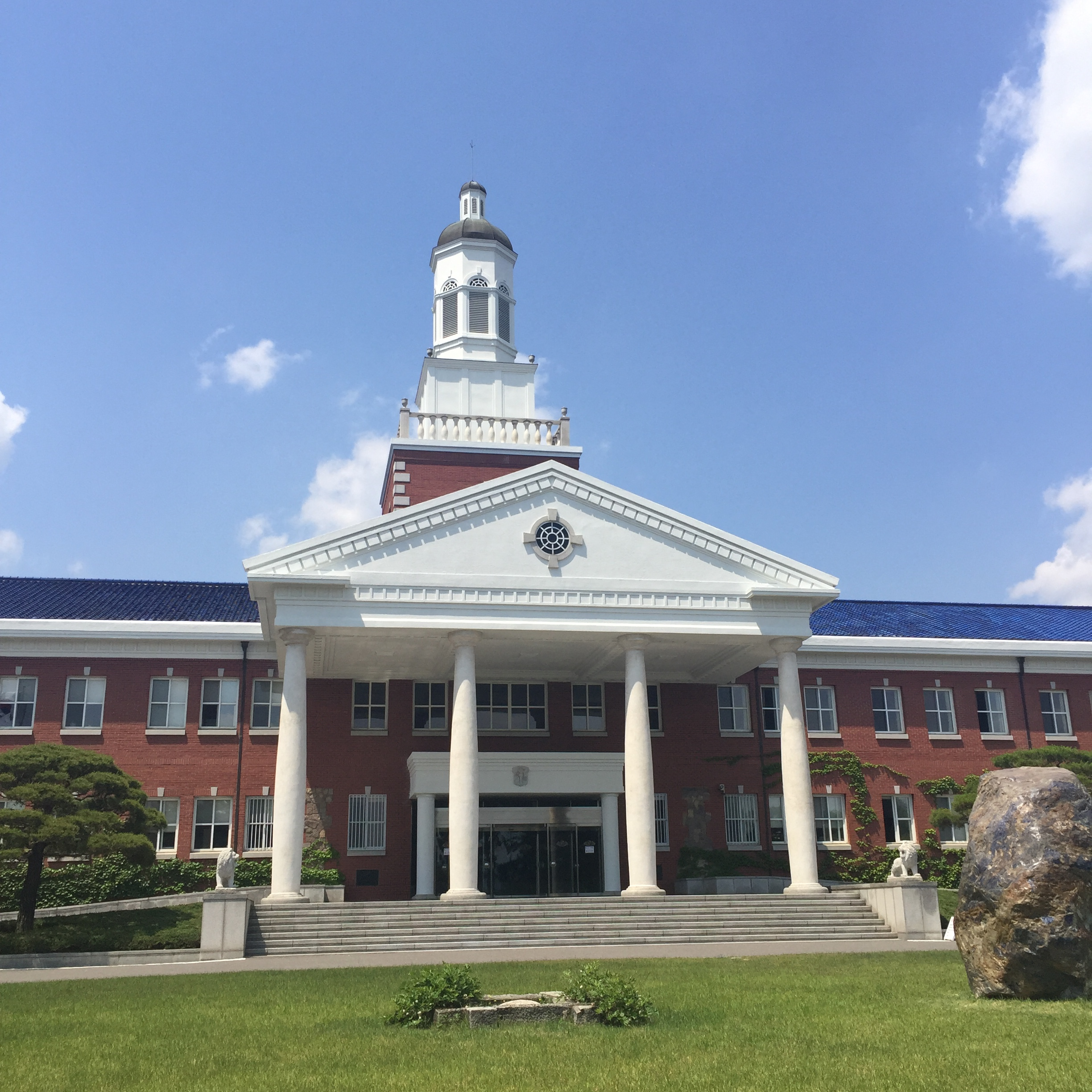
계명대학교 (성서캠퍼스 대학본부)
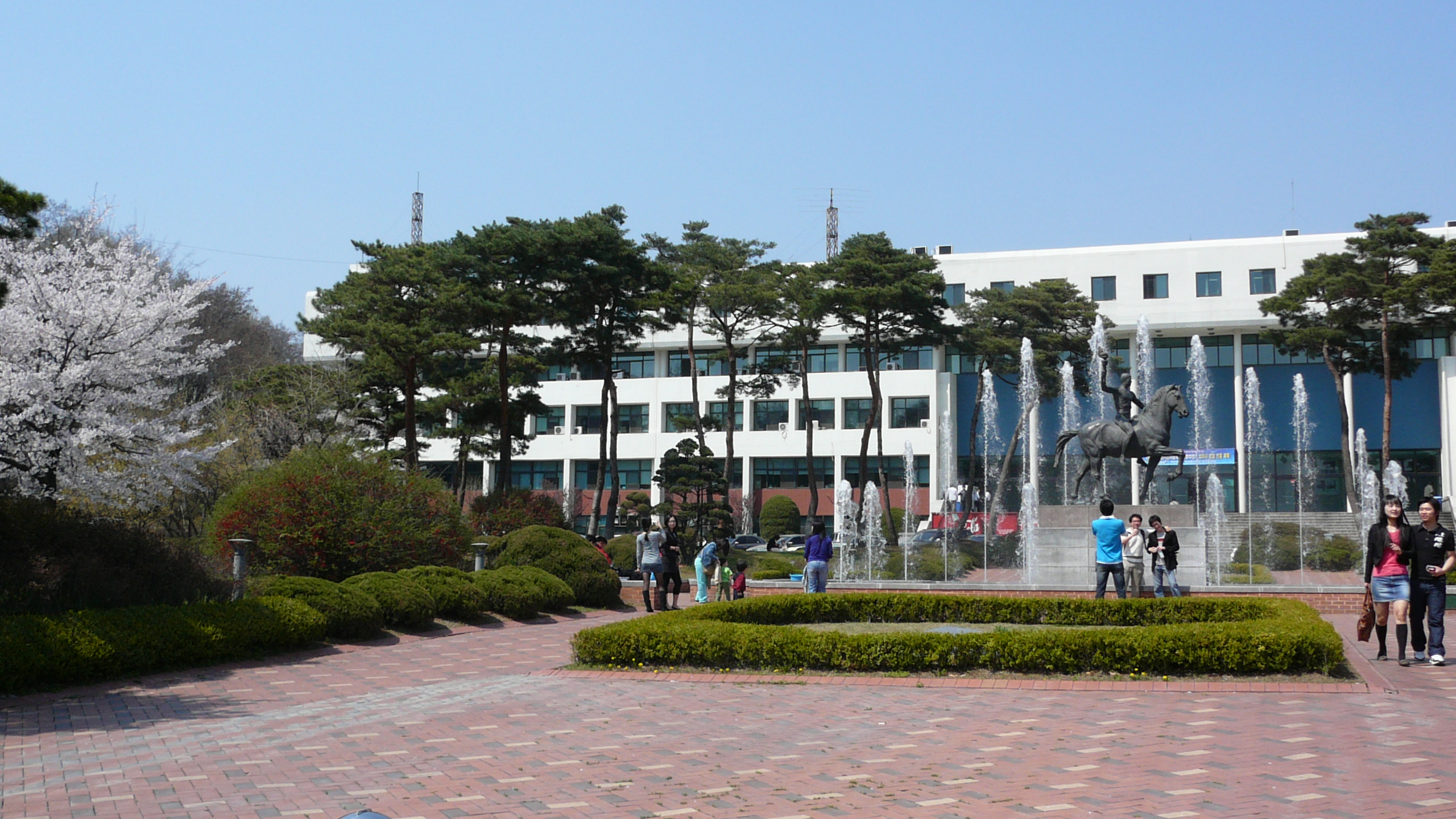
아주대학교 (원천관)
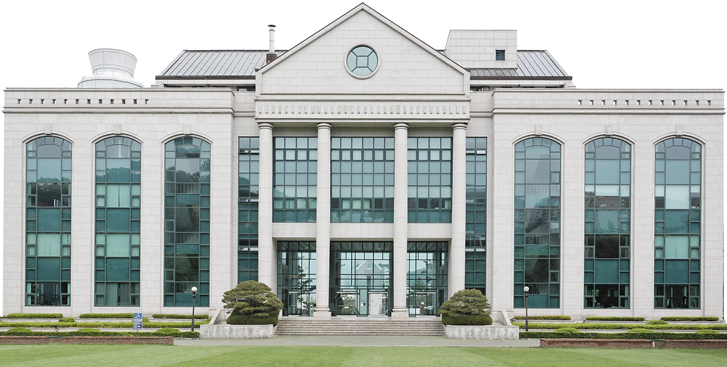
울산대학교 (대학본부)
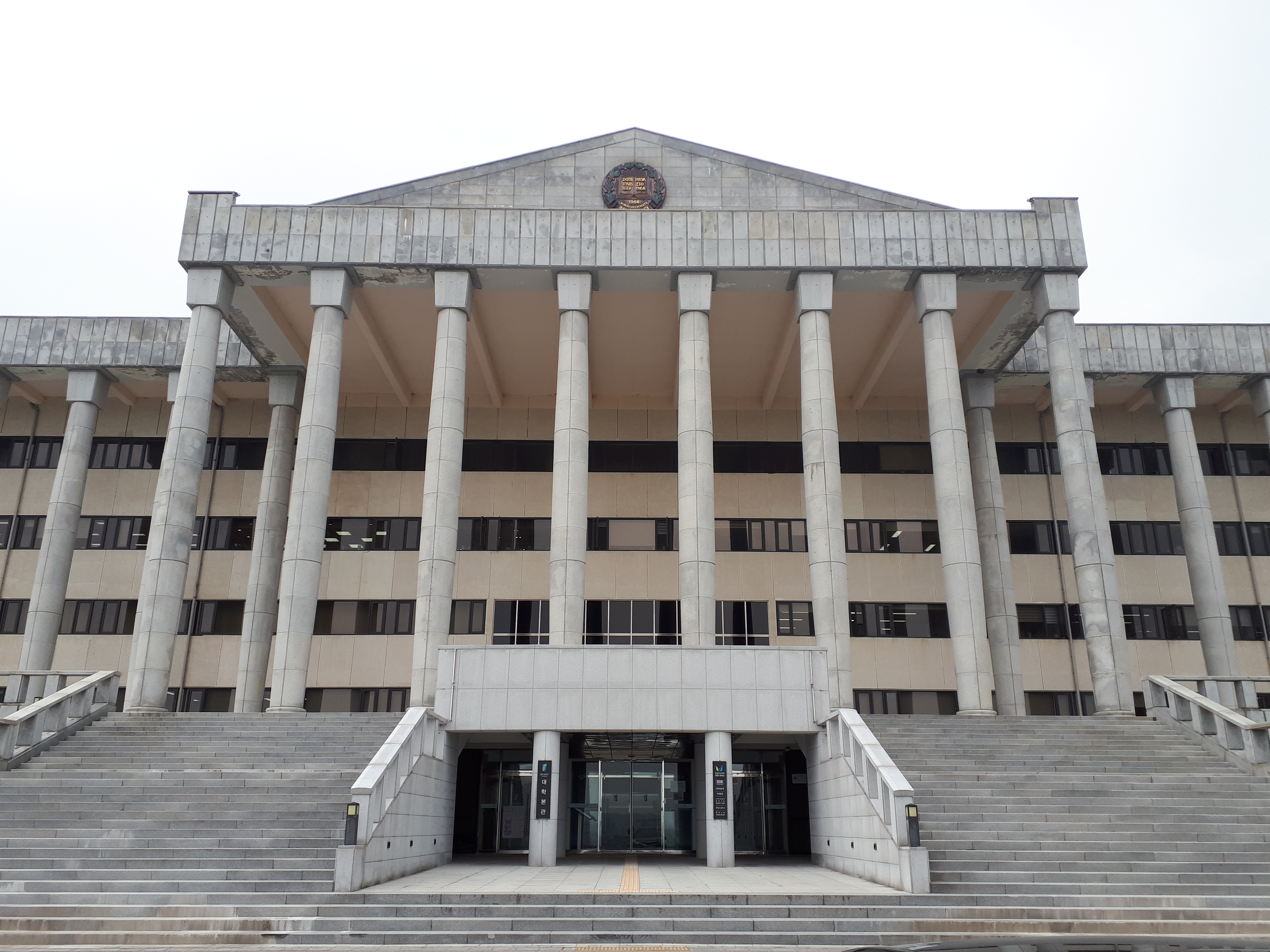
전주대학교 (대학본부)
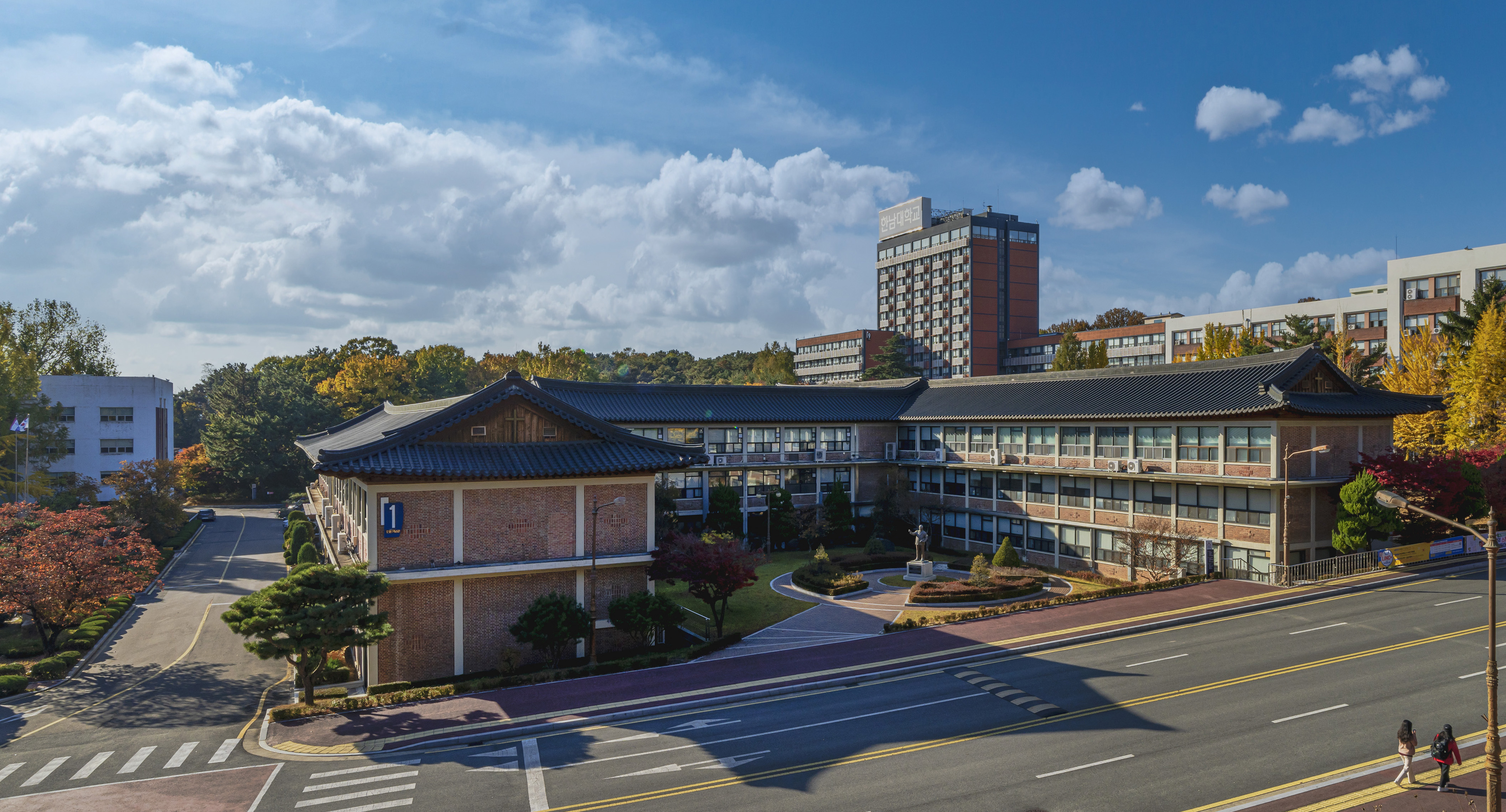
한남대학교 (오정캠퍼스 대학본부)

## 교류
회원교 소속 학생들은 매 학기마다 학점교류 온라인 강의를 수강할 수 있다. 본교 학생들 뿐만 아니라 다른 회원교 소속 학생들도 수강 가능하기 때문에, 한 수업에 여러 학교 학생들이 함께 수업을 듣게 된다. 수업 진행, 과제 제출, 시험은 온라인에서 진행되나, 일부 과목은 중간/기말고사 시 각 학교마다 별도로 오프라인 강의실을 잡고 시간을 정하여 시험을 진행하는 경우도 있다. 타 학교 강의를 듣는 학생의 점수는 학생의 성적에 그대로 반영되는 것이 아니라, 교수가 평가한 점수를 학생의 소속 학교의 성적 처리 규정에 따라 변환하여 반영한다. 학점교류 강의의 특성상 교양선택 과목만 존재하며, 교양필수 및 전공 과목은 학점 교류 강의를 하지 않는다.